# Provincia di Lusaka
La provincia di Lusaka (ufficialmente Lusaka Province in inglese) è una provincia dello Zambia. Prende il nome dal capoluogo Lusaka.

## Distretti
La provincia è suddivisa nei seguenti distretti:
| Distretto | Superficie km² |
| --------- | -------------- |
| Chilanga  | 1 358          |
| Chongwe   | 2 439          |
| Kafue     | 4 486          |
| Luangwa   | 3 891          |
| Lusaka    | 419            |
| Rufunsa   | 9 495          |